# Per August Ahlberg
Per August Ahlberg, född 13 augusti 1823 i Mörlunda, Kalmar län, död 1 juli 1887 i Örebro var en svensk pastor och missionsledare.

## Biografi
Ahlbergs far, Jöns Petter Ahlberg från Raskarum I St Olofs socken i Skåne, var hästläkare och hovslagare vid Smålands lätta dragoner och Smålands Husarer. Efter skolgång i Vimmerby och läroverksstudier i Linköping arbetade Ahlberg som apotekselev och som lärare; han avlade också folkskollärarexamen 1847. På 1840-talet studerade han vidare i Lund och i Uppsala. Den 13 juni 1847 prästvigdes han i Linköpings domkyrka till tjänst i Svenska kyrkan. Efter att blivit pastorsadjunkt i Östra Tollstads socken 1847 tjänstgjorde han i olika församlingar i trakten av Vimmerby och Eksjö, innan han 1857 blev föreståndare för Svenska Missionssällskapets missionsskola i Stockholm 1857. 1858–1861 var han föreståndare för missionsskolan i Kristdala och därefter för missionsskolan på Alsborg i Vetlanda socken.
I Vetlanda bodde han och verkade i fjorton år, 1861–1875. Från början hade han sina samlingar i hemmet, som låg i Alsborg utanför Vetlanda, och i brunnssalongerna i Flugeby och Alsborg, innan man uppförde Vetlandas första missionshus på Mogärdes ägor (kvarteret Missionen nr:176). År 1875, när Missionsskolan hade vuxit, skänktes den till en stiftelse och Ahlberg flyttade till Örebro. Även där startade han skolverksamhet, samtidigt som han arbetade som pastor i Evangelisk-Lutherska Missionsföreningen. Skolverksamheten i Örebro kom efter Ahlbergs död att flyttas till Johannelunds teologiska institut. Under sina sista år var han ofta sjuklig innan han avled 1887. Ahlberg är känd som en av grundarna av Östra Smålands missionsförening samt som utgivare av betraktelseboken Biblisk Skattkammare med många citat av kyrkofäderna.
Ahlbergs grav finns på Södra kyrkogården i Örebro. Gravstenen har inskriptionen: ”De som många undervisa till rättfärdighet skola lysa som stjernor i evighet”
Han var gifte sig första gången 1851 med kyrkoherdedottern Adeline Jeanette Sabelström och andra gången 1882 med kyrkoherdedottern Hilma Gustava Seseman. I första giftet fick han elva barn, varav de fyra yngsta levde till vuxen ålder: Josef, Hulda, Frideborg och David Ahlberg. Med andra hustrun fick han två barn, som båda dog i unga år.

## Psalmer
- Bekymras ej, du arma själ nr 427 i Hemlandssånger 1891